# Нигматуллин, Владимир Николаевич
Владимир Николаевич Нигматуллин (род. 24 февраля 1956, Ессентуки, Ставропольский край) — советский футболист, защитник; тренер.
Воспитанник футбольной школы г. Ессентуки. В первенстве СССР играл за команды первой (1973—1975, 1980—1981, 1985—1986, 1987), второй (1976—1979, 1982—1984, 1986, 1987—1988) и второй низшей (1988) лиг «Алга» Фрунзе (1975), «Динамо» Ставрополь (1976—1977, 1978—1986, 1987), «Машук» Пятигорск (1974, 1978), «Нарт» Черкесск (1986), «Локомотив» Минеральные Воды (1987—1988), «Сигнал» Изобильный (1988). Первые два года за «Динамо» играл, проходя воинскую службу в Ставрополе.
Главный тренер «Сигнала» (до июля), «Локомотива» МВ (июль 1989 — 1992), польских клубов «Хемик» Полице, «Янтарь» Дживнов, «Вихрь» Бройце, «Рега-Мерида» Тшебятув, «Спарта» Грыфице. Работал в ДЮСШ № 1 города Кисловодска.